# Groene gordel
Een groene gordel, groene scheg of groene long is in de stedenbouwkunde een gebied binnen een stedelijk gebied met (openbaar) groen die als bufferzone verschillende functies van elkaar scheidt zoals woonwijken, bedrijventerreinen, zakendistricten of winkelgebieden. Groene gordels kunnen bijvoorbeeld bestaan uit een stadspark, een open (gras)veld of een bosgebied en kunnen verschillende functies hebben zoals het verbeteren van de lucht- en waterkwaliteit, natuurbescherming (bijvoorbeeld als ecologische verbindingszone), het in stand houden van historische geografische structuren (bijvoorbeeld een dorp aan de stadsrand dat door stadsuitbreiding opgeslokt dreigt te worden) recreatie (wandel en fietsverbindingen, bijvoorbeeld in het kader van healthy ageing) en waterretentie. 
Ook tussen stedelijke gebieden worden dergelijke gebieden op grote schaal ingezet voor soortgelijke functies. Binnen Nederland gaat het bijvoorbeeld om de Rijksbufferzones, in het Verenigd Koninkrijk en andere gebieden zijn er de green belts (groengordels) en binnen Europa wordt gewerkt aan de Groene Gordel van Europa langs het vroegere IJzeren Gordijn.